# Магеров
Магеров (укр. Магерів) — посёлок в Добросинско-Магеровской сельской общине Львовского района Львовской области Украины.
Расположен на краю Велико-Подольской возвышенности Полесья, в районе Расточья на речке Белой, притока реки Рата, в 23 км от Жолквы, в 12 км от железнодорожной станции Добросин. До 1959 года — районный центр.
Соединен автодорогами с Добросином, Равой-Русской, Ивано-Франковом и Немировом.
За Магеровом начинается территория Яворовского района, на которой расположен военный полигон, где регулярно проходятся учения не только украинской армии, но и военных подразделений НАТО.

## Население
До 1848 года в Магерове было 110 мещанских дворов и 105 дворов предмещан. Начиная со второй половины XIX века количество населения заметно выросло. Так — в 1861 году здесь проживало 2200 человек, а в 1900 — уже 3225 жителей (из них 1110 украинцев, 769 поляков и 1340 евреев).
По данным на 2019 год в Магерове проживало 1997 жителей.

## История

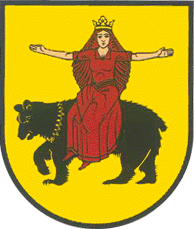
Герб Магерова периода Речи Посполитой

Магеров известен с конца XIV в. Основателем города считается дворянин польского короля Сигизмунда III — Ян Магер, герба Шелига, заложивший город на своих землях. 20 ноября 1591 он получил статус города. Жители Магерова получили Саксонское и Магдебургское право. В городе были построены ратуша, торговые лавки и баня, разрешено ведение ремесел, изготовление сладостей, торговля медом и пивом. Магеровский хлеб славился далеко за пределами города, поэтому жителей прозвали «паляницами». Популярными были также и шапки-магерки, которые шили местные ремесленники.
В 1649 году здесь побывало войско Б.Хмельницкого и после осады принудило укрывавшуюся здесь шляхту уплатить контрибуцию. В 1651 году во время нападения трансильванского князя Георгия II Ракоци Магеров подвергся серьёзным разрушениям. В 1769 году огромный пожар до основания разрушил его. В 1790 году заново отстроенный город снова охватил пожар. В 1809 году его ограбили отряды Наполеона. В 1813 году городок подвергся стихийному бедствию от ливней, которые повторились в 1817 году. В результате много людей умерло от голода, в 1831 году значительное число жителей Магерова погибло от холеры.
Во время первой мировой войны в 1914 году Магеров был ареной ожесточенных боев австро-венгерских войск с русской армией.
В 1939 году с составе Галичины Магеров был присоединен к Советской Украине. 25 июня 1941 город оккупировали части германской армии. Во время Второй мировой войны серьёзно пострадала центральная часть города. Бомбардировками были уничтожены целые кварталы жилых домов, разрушена синагога. 22 июля 1944 Магеров был освобождён частями 13-й армии Первого Украинского фронта.
В 2007 утверждён официальный символ посёлка — Герб Магерова.

## Достопримечательности
- Костёл Пресвятой Троицы — XVII века.
- Руины синагоги